# Henrik Hurtig
Henrik Hurtig, född 22 juni 1989 i Eslöv, är en svensk handbollstränare och före detta handbollsspelare. Hurtig inledde sin karriär i Eslövs HF. År 2012 gick han till OV Helsingborg. 2018 avslutade han den aktiva karriären och blev tränare för Eslövs HF.